# Bansenshūkai

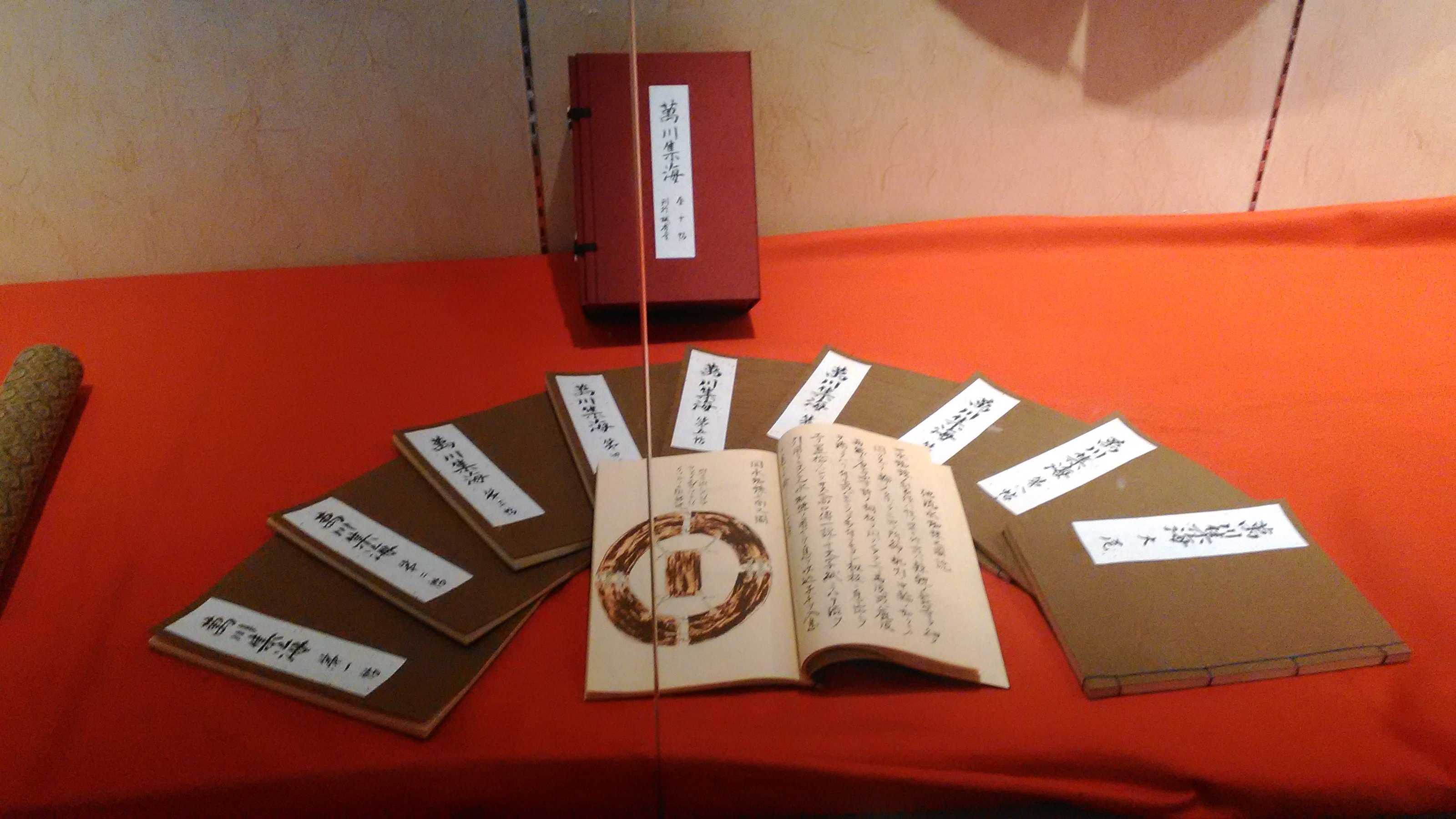
Bansenshūkai

Bansenshūkai bzw. Mansenshūkai (jap. 万川集海 oder 萬川集海, dt. Zehntausend Flüsse münden in das Meer) ist eine 22-bändige Sammlung von Weisheiten und Taktiken der Ninja. Die Bände wurden von Fujibayashi Yasutake (藤林佐武次保武, Fujibayashi Samuji/Sabuji Yasutake), einem Nachkommen von Fujibayashi Nagato-no-kami (藤林長門守), 1676 in Kanbun verfasst und sind von chinesischem Gedankengut geprägt. Sie befassen sich im Einzelnen mit Philosophie, Astrologie, Waffen, Führerschaft und Weiterem.

## Inhalt

### Band I: Jo
- Einleitung & Prolog
- Führende Philosophie erfolgreicher Kriegsführung
- Historische Beispiele
- Inhaltsverzeichnis
- Fragen und Antworten

### Band II: Seishin (Rechtes Herz)
- Ernsthaftigkeit, Motivation und moralische Stärke der Absicht
- Richtige Annäherung an Leben und Tod

### Band III: Shochi (Weisheit des militärischen Führers)
- Methoden zur Führung einer Ninja-Organisation
- Ninja erfolgreich einsetzen
- Überlegungen zum Aufhalten feindlicher Agenten
- Möglichkeiten, in feindliche Stützpunkte zu gelangen

### Band IV: Yonin (Leuchten)
- Mehrere Möglichkeiten die feindlichen Absichten zu überwachen:
- Andauernde Beobachtung durch in friedlichen Zeiten platzierte Agenten
- Lokalisierung von Agenten nach Kriegsausbruch
- Beobachtung der geographischen Lage des feindlichen Gebietes
- Beobachtung der Anzahl feindlichen Streitkräfte, Ressourcen und anderer Stärken
- Beobachtung der feindlichen Strategie und Aufstellung
- Nokisaru: (Der Dachrinnen-Affe) Agenten die auf Beobachten und Aushorchen spezialisiert sind

### Band V-VII: Innin (Schatten)
- Shinobi Yochi= Ninja Nachtattacken
- Goto= Überfall- und Angriffstechniken
- Möglichkeiten der/des:
  - Tarnung
  - Täuschung
  - Verwirrung
  - Überraschenden Angriffe
  - Verkleidung
  - Einschleichens
  - Gefangennahme von Feinden
  - Verrates
  - Individuelles Kämpfen
  - Gruppenangriffe und Zerstreuungstaktiken

### Band VIII: Tenji (Strategie des Himmels)
- Tentoki {Zeit des Himmels} Tenmon {Tor des Himmels}
- Möglichkeiten zur Auswertung der Umstände in der Umgebung:
  - Wettervorhersage
  - Flutplan
  - Mondphasen
  - Bestimmung der Himmelsrichtung und Lage durch Sternenbeobachtung
  - Prophezeiung
  - Voraussagen von Geschehnissen in der Zukunft

### Band IX: Ninki (Ninja-Hilfsmittel)
- Toki: Kletterausrüstung
- Suiki: Wasserausrüstung
- Kaiki: Einstiegsausrüstung
- Physikalische Größen und Angaben

### Band X: Schlussband
- Kaki-Feuerausrüstung:
  - Sprengstoff
  - Rauchbomben
  - Heilkunde
  - Gifte
  - Schlafmittel
  - Rezepte
  - Gasgranaten